# 6135 Billowen
6135 Billowen è un asteroide della fascia principale. Scoperto nel 1990, presenta un'orbita caratterizzata da un semiasse maggiore pari a 2,4306214 UA e da un'eccentricità di 0,1243617, inclinata di 11,33219° rispetto all'eclittica.